# Federazione Laburista
La Federazione Laburista (FL) è stato un partito politico italiano attivo dal 6 novembre 1994 al 13 febbraio 1998, di ispirazione liberal-socialista, fondato da Valdo Spini appena prima dello scioglimento del Partito Socialista Italiano e della sua trasformazione in Socialisti Italiani (SI),. Nel 1998 ha preso parte alla costituzione dei Democratici di Sinistra.

## Storia

### Nascita
Il 19 luglio 1994 si tiene a Napoli il dibattito Verso la Costituente Laburista promosso dai parlamentari del PSI, alla quale segue una settimana dopo una riunione pubblica a Roma per promuovere la Costituente laburista. Il 3 agosto presso il notaio Negro di Roma viene sottoscritto l'atto costitutivo della FL da 18 parlamentari (10 deputati e 8 senatori) e da 3 esponenti provenienti dal mondo dell'artigianato, commercio e dal sindacato. Nell'atto costitutivo viene nominato Valdo Spini Presidente e Carlo Carli Responsabile e Rappresentante Amministrativo della Federazione Laburista. Nello Statuto, allegato all'atto costitutivo, all'articolo 2 vi è scritto, tra l'altro, che «la Federazione Laburista costituisce soggetto politico che ha quale scopo la promozione e lo svolgimento di attività politica finalizzata alla affermazione dei principi e delle linee ideali scaturenti dalla cultura politica dell'area socialista e riformista sul modello laburista».
Il 20 settembre il Comitato promotore della Costituente Laburista decide la convocazione della prima assemblea nazionale costituente laburista per i primi giorni di novembre. L'Assemblea costituente verrà presentata il 26 ottobre e avrà luogo a Firenze dal 4 al 6 novembre.
Alla Camera, aderiscono nove deputati su quattordici del PSI (Valdo Spini, Carlo Carli, Vittorio Emiliani, Mario Gatto, Luigi Giacco, Rosario Olivo, Donato Pace, Giuseppe Pericu, Luigi Porcari), cui si aggiungono altri due deputati di area socialista (Magda Cornacchione Milella, del PSDI, e Vincenzo Mattina, di Rinascita Socialista). Al Senato, il movimento vide l'adesione di sette senatori socialisti su dieci (Michele Sellitti, Orietta Baldelli, Gianni Fardin, Carlo Gubbini, Maria Antonietta Modolo e Antonio Vozzi del PSI e Francesco Barra di RS). Il 9 dicembre si tiene il I Consiglio costituente della Federazione Laburista.
Il 15 febbraio 1995 viene presentato il simbolo del nuovo partito. Dal 30 giugno al 2 luglio 1995 si tiene al PalaFiera di Roma il primo Congresso laburista dal titolo Un nuovo inizio.

### Le elezioni regionali del 1995
Sotto la guida di Spini, la FL fu tra i soggetti politici che parteciparono alla fondazione della nascente coalizione de L'Ulivo. Alle elezioni regionali del 1995 la Federazione Laburista appoggiò i candidati del centro-sinistra alla presidenza delle giunte, presentandosi spesso in unione con il Partito Repubblicano Italiano ed eleggendo complessivamente otto consiglieri regionali (un consigliere in Toscana, uno in Puglia e due in Basilicata; nei "listini" di maggioranza ne elesse uno in Liguria e un altro sia in Toscana che in Basilicata; in Calabria elesse un consigliere nella lista dei "progressisti" insieme al Partito Democratico della Sinistra).

### Le elezioni politiche del 1996
In vista delle elezioni politiche del 1996, la Federazione Laburista si presentò nella coalizione dell'Ulivo, candidando 19 propri esponenti nei collegi uninominali. Per la parte proporzionale FL sostenne la lista del Partito Democratico della Sinistra, che in cambio inserì nel simbolo la scritta "Sinistra Europea". I Laburisti ottengono in totale sei deputati (gli uscenti Valdo Spini, Carlo Carli, Mario Gatto, Luigi Giacco, Rosario Olivo e il neoeletto Giovanni Pittella) e quattro senatori (l'uscente Antonino Valletta e i neoeletti Felice Besostri, Antonello Cabras, Giovanni Murineddu).
Il 15 luglio 1997 ha dato vita al Movimento dei Democratici, dei Socialisti e dei Laburisti (MDSL) insieme ad altri gruppi e movimenti dell'area socialista e laica.. Nei giorni 3 e 4 ottobre 1997 all'Hotel Parco dei Principi di Roma si tiene il Convegno Nazionale del MDSL dal titolo Costruire il soggetto politico unitario del Socialismo Europeo in Italia. Al progetto aderiranno tre esponenti dei Socialisti Democratici Italiani (i senatori Livio Besso Cordero, Giovanni Juliano e il deputato Leone Delfino).

### La confluenza nei DS
Il 13 febbraio 1998, agli Stati Generali della Sinistra convocati a Firenze, la Federazione Laburista diede vita (assieme a PDS, Sinistra Repubblicana, Movimento dei Comunisti Unitari, Cristiano Sociali, alle associazioni Riformatori per l'Europa ed Agire Solidale) al partito dei Democratici di Sinistra (DS), divenendone una corrente politica con il nome di Laburisti. La Federazione Laburista espresse con il deputato Rosario Olivo il sottosegretario al Lavoro nel governo D'Alema II e con il deputato Carlo Carli il sottosegretario ai Beni Culturali nel governo Amato II.
Nel 2000 su iniziativa dei Laburisti e Socialisti è costituita, in base allo statuto dei DS, l'Associazione di Tendenza Politica e Culturale denominata "PER IL SOCIALISMO LIBERALE E RIFORMISTA". La corrente ha poi preso il nome di Laburisti-Socialisti Liberali, in seguito alle elezioni politiche del 2001.
Una componente dei Laburisti, guidata da Alberto Benzoni, si oppose alla conluenza nei DS dando vita al Movimento di Unità Socialista e Laburista, che nel maggio 1998 partecipa alla fondazione dei Socialisti Democratici Italiani.

## Giovani Laburisti
Giovani Laburisti era il nome del movimento politico giovanile della Federazione Laburista. I GL, sotto la guida di Pierluigi Regoli, insieme con altre tre organizzazioni giovanili di sinistra, confluiscono nella Sinistra giovanile nel 1997, in occasione del Congresso di Corviale.
Facevano parte dell'esecutivo nazionale, Efisio De Muru e Giovanni Lattanzi che poi entrarono nella direzionale nazionale della Sinistra Giovanile.

## Congressi Nazionali
- Riunione per promuovere la Costituente laburista - Roma, 26 luglio 1994
- Comitato promotore della Costituente Laburista - Roma, 20 settembre 1994
- I Assemblea Nazionale - Firenze, 4-6 novembre 1994
- II Assemblea Nazionale - Roma, 9 maggio 1995
- I Congresso Nazionale - Roma, 30 giugno - 2 luglio 1995

## Risultati elettorali
| Elezione       | Elezione | Voti       | %          | Seggi   |
| -------------- | -------- | ---------- | ---------- | ------- |
| Politiche 1996 | Camera   | nell'Ulivo | nell'Ulivo | 6 / 630 |
| Politiche 1996 | Senato   | nell'Ulivo | nell'Ulivo | 4 / 315 |